# Египатски арапски језик
Египатски арапски језик, локално познат као колоквијални египатски (арап. العامية المصرية : العامية المصرية, [ел.ʕӕмˈмејјӕ л.мɑсˤˈɾејјɑ]), или једноставно масри (مَصرى), најкоришћенији је народни арапски дијалект у Египту. Део је афро-азијске језичке породице, а настао је у делти Нила у Доњем Египту. 100 милиона Египћана говори континуитетом дијалеката, међу којима је најистакнутији каирски. Такође се разуме у већини земаља у којима се говори арапски због широког египатског утицаја у региону, укључујући египатску кинематографију и египатску музику. Ови фактори помажу да постане најкоришћенија и далеко најпроучаванија врста арапског језика.
Иако је то првенствено говорни језик, писани облик се користи у романима, драмама и песмама (народна књижевност), као и у стриповима, рекламама, неким новинама и транскрипцијама популарних песама. У већини других писаних медија и у радио и телевизијским вестима користи се књижевни арапски језик. Књижевни арапски је стандардизовани језик заснован на језику Кур'ана, тј. Класични арапски језик. Египатски народни језик је скоро универзално написан арапским алфабетом за локалну употребу, иако се обично транскрибује латиничним словима или међународном фонетском азбуком у лингвистичким текстовима и уџбеницима који имају за циљ подучавање ученика који нису домаћи.  Фонетика, граматичка структура и речник дијалекта су под утицајем коптског језика; на богат речник такође утичу европски језици као што су француски, италијански, грчки,  и енглески.

## Именовање
Египћани свој народни језик углавном називају „арапским“ (عربى, [ˈʕɑрɑби]) када се пореди са неарапским језицима; „Колоквијални египатски'“ (العاميه المصريه, [ел.ʕӕмˈмејјӕ л.мɑсˤˈɾејјɑ]) [note B] или једноставно „ Аамијиа “ (عاميه, колоквијални) када се пореди са стандардним арапским и египатским дијалектом (اللهجه المصريه, [елˈлӕхɡӕ л.мɑсˤˈɾејјɑ]) [note C] или једноставно Масри (مَصرى, [ˈмɑсˤɾи], египатски) када се пореди са другим народним арапским дијалектима.  Понекад се назива и савремени египатски језик  (اللغه المصريه الحديثه ). [note A]
Израз египатски арапски се обично користи као синоним за "каиренски арапски", који је технички дијалект египатског арапског. Изворно име земље, مصر Maṣr се често користи локално за означавање само града Каира. Као што је случај са париским француским, кајренски арапски је далеко најраспрострањенији дијалект у земљи. 

## Географска дистрибуција
Међу говорним варијантама арапског, стандардни египатски арапски  (заснован на дијалекту египатске престонице) је једини који је постао лингуа франца у другим деловима света арапског говорног подручја првенствено из два разлога:   Пролиферација и популарност египатских филмова и других медија у региону од почетка 20. века, као и велики број египатских наставника и професора који су били инструментални у успостављању образовних система у различитим земљама на Арапском полуострву. Такође, многи либански уметници бирају да певају на египатском.
Стандардни египатски арапски, када се користи у документима, електронским медијима, припремљеним говорима и понекад у литургијске сврхе, под великим је утицајем кајренског арапског са позајмљеним речима модерног стандардног арапског порекла или мењањем кодова између кајренског арапског и модерног стандардног арапског.

## Историја
Арапски се говорио у деловима Египта као што су Источна пустиња и Синај пре ислама. Међутим, Египћани у долини Нила су полако усвајали арапски као писани језик након муслиманског освајања Египта у седмом веку. До тада су говорили или коине грчки или египатски у коптском облику. Период коптско-арапске двојезичности у Доњем Египту трајао је више од три века. Период би на југу трајао много дуже. Арапски је већ био познат Египћанима у долини откако се арапски говорио широм Источне пустиње и Синаја. Арапски је такође био мањински језик неких становника долине Нила као што је Кифт у Горњем Египту кроз преисламску трговину са Набатејцима на Синајском полуострву и најисточнијем делу делте Нила. Изгледа да је египатски арапски почео да се обликује у Фустату, првој исламској престоници Египта, који је сада део Каира.
Једна од најранијих лингвистичких скица кајренског арапског је документ из 16. века под насловом Dafʿ al-ʾiṣr ʿan kalām ahl Miṣr  (دفع الإصر عن كلام أهل مصر, „Уклањање терета са језика народа Каира“) Јусуфа ал-Магрибија (يوسف المغربي). Садржи кључне информације о ранокаиренском арапском и језичкој ситуацији у Египту у средњем веку. Главна сврха документа била је да покаже да, иако је народни језик Каиреана садржавао многе критичне „грешке“ у односу на класични арапски, према Ал-Магхрибију, он је такође био повезан са арапским у другим аспектима. Уз неколико таласа имиграције са арапског полуострва, као што су Бану Хилал, који су касније напустили Египат и настанили се у Мароку и Тунису, заједно са текућом исламизацијом и арабизацијом земље, вишеструке арапске варијанте, од којих је био египатски арапски, који је полако потискивао говорни коптски. Локални хроничари помињу да су сељанке у Горњем Египту наставиле да користе коптски као говорни језик све до 17. века. Коптски је и даље литургијски језик коптске православне цркве у Александрији и Коптске католичке цркве.